# Miss Lulu Bett (film)
Miss Lulu Bett è un film muto del 1921 diretto da William C. de Mille e interpretato da Lois Wilson, Milton Sills, Theodore Roberts, Helen Ferguson, Mabel Van Buren.
La sceneggiatura fu firmata da Clara Beranger che adattò per lo schermo l'omonimo romanzo di Zona Gale pubblicato a New York nel 1920.

## Produzione
La Famous Players-Lasky Corp. aveva acquisito i diritti di Miss Lulu Bett, popolare romanzo di Zona Gale. L'autrice aveva poi firmato una riduzione teatrale della storia, un lavoro che aveva ottenuto a Broadway un grande successo restando in scena dal 27 dicembre 1920 al giugno 1921 e vincendo poi anche un Premio Pulitzer. La notizia era riportata da Moving Picture World del 13 agosto 1921. Nello stesso periodo, avrebbero dovuto cominciare anche le riprese del film presso i Lasky Studios di Hollywood, con Mildred Harris nel ruolo della protagonista. Ma il 10 settembre, il periodico annunciò che la Harris era stata sostituita perché già impegnata con un altro progetto. Picture-Play scrisse che Mildred Harris in realtà non era stata giudicata adatta alla parte perché "troppo bella" per impersonare la goffa e poco attraente protagonista, il cui ruolo venne affidato a Lois Wilson.
Le riprese del film, che fu prodotto dalla Paramount Pictures, durarono da inizio settembre ad ottobre del 1921. Il 10 settembre, la Motion Picture News confermò che la lavorazione era cominciata. Il 22 ottobre, Moving Picture World annunciava che De Mille aveva completato il montaggio del film.

## Distribuzione
Il 3 dicembre, Moving Picture World scriveva che la casa editrice D. Appleton and Co. aveva pubblicato una ristampa del romanzo in concomitanza con l'uscita del film.
Il copyright, richiesto dalla Famous Player-Lasky Corp., fu registrato il 7 dicembre 1921 con il numero LP17328.
Il film venne presentato in prima a Los Angeles nella settimana del 13 novembre 1921; a New York, in quella del 25 dicembre. La Paramount Pictures lo distribuì sul mercato nazionale facendolo uscire nelle sale degli Stati Uniti il 1º gennaio 1922. In Finlandia, il film fu distribuito il 16 maggio 1926; in Russia, prese il titolo Мисс Лулу Бэтт, in Svezia quello di Lulu's friare.
Copie della pellicola vengono conservate negli archivi della Cinémathèque Royale de Belgique a Bruxelles, della Library of Congress di Washington, del Museum Of Modern Art di New York, dell'UCLA Film And Television Archive di Los Angeles, del BFI/National Film And Television Archive di Londra.